# Colio
Colio es una localidad del municipio de Cillorigo de Liébana, en la comarca de Liébana (Cantabria, España). Se encuentra a 571 m s. n. m. y dista cinco kilómetros y novecientos metros de Tama, la capital municipal. Tiene 63 habitantes (INE, 2008). 
En el término de Colio, dentro de los Picos de Europa hay un punto de interés geomorfológico, el «Canchorral de Hormas», un paisaje dominado por grandes bloques de roca inestables. Parece ser que es a partir del ruido que causan las caídas de estas rocas que se originó una leyenda local, referida a los «Diablillos de Colio». 
De su patrimonio arquitectónico destaca una portalada del siglo XVIII y la iglesia parroquial que 
en origen data del siglo XIII.
En esta localidad Juan Díaz Porlier funda, durante la Guerra de la Independencia española, la escuela de oficiales de la que salieron multitud de mandos de la División Cántabra, perdiendo muchos de ellos la vida aún antes de acabar su formación. Todavía se conserva en el pueblo la portada de entrada a la finca que sirvió como escuela de oficiales. En la tradición local se conserva el llamar a los mozos "espolistas" que calzaban espuelas en recuerdo de aquella escuela.